# How to Be Lonely
How to Be Lonely è un singolo della cantante britannica Rita Ora, pubblicato il 13 marzo 2020.

## Tracce
1. How to Be Lonely – 2:55 (testo: Lewis Capaldi, Peter Rycroft, Thomas Mann – musica: Lastboy, Tom Mann, Aboutagirl)

## Classifiche
| Classifica (2020) | Posizione massima |
| ----------------- | ----------------- |
| Belgio (Fiandre)  | 54                |
| Croazia           | 17                |
| Irlanda           | 96                |
| Polonia           | 33                |
| Regno Unito       | 57                |